# Natsyjanalny Park Prypjatski
Natsyjanalny Park Prypjatski (vitryska: Нацыянальны Парк Прыпяцкі, ryska: Natsional’nyy Park Pripyatskiy) är en park i Belarus.   Den ligger i voblasten Homels voblast, i den centrala delen av landet, 210 km söder om huvudstaden Minsk. Natsyjanalny Park Prypjatski ligger 129 meter över havet.
Terrängen runt Natsyjanalny Park Prypjatski är mycket platt. Trakten är glest befolkad. Närmaste större samhälle är Turaŭ, 19,6 km väster om Natsyjanalny Park Prypjatski. 